# Verwaltungsgebäude der Badenwerk AG

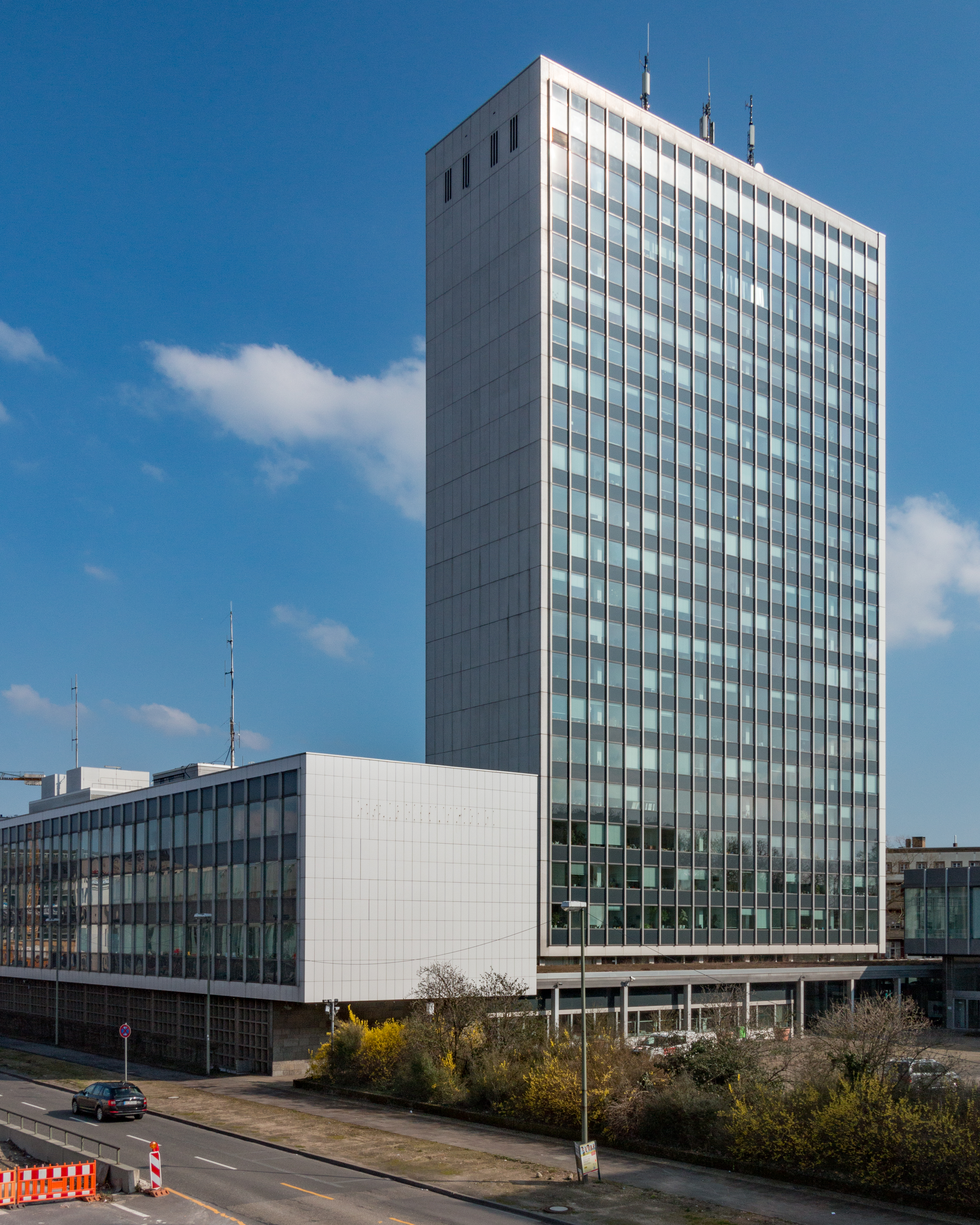
Das ehemalige Badenwerk-Hochhaus, dann Landratsamt Karlsruhe, März 2016

Die Verwaltungsgebäude der Badenwerk AG waren von 1965 bis 2023 ein Gebäudekomplex von Langbau mit Hochhaus in Karlsruhe. Die als Hauptverwaltung des ehemaligen Badenwerks errichtete Anlage beherbergte vor dem Abbruch das Landratsamt des Landkreises Karlsruhe, dem die Stadt selbst nicht angehört.

## Lage
Die Gebäude mit der Adresse Beiertheimer Allee 2 befanden sich am Nordrand der Südweststadt, angrenzend an die Innenstadt von Karlsruhe, an der West-Ost-Hauptverkehrsachse Kriegsstraße sowie nahe der zentralen Nord-Süd-Achse Ettlinger Straße, der Verlängerung der Via Triumphalis. In unmittelbarer Nähe liegt das Ettlinger Tor mit dem gleichnamigen Einkaufszentrum sowie dem Nymphengarten im Norden, im Süden schließt sich das Kongresszentrum Karlsruhe an. Jenseits der Ettlinger Straße liegt der Neubau des Badischen Staatstheaters.
Vor dem Gebäude befand sich die Skulptur Ein Flötenspieler des Bildhauers Emil Sutor.

## Baubeschreibung und Geschichte
Der Gebäudekomplex wurde in den Jahren 1961 bis 1965 nach den Plänen des Kölner Architekten Theodor Kelter und des Karlsruher Architekturbüros Möckel & Schmidt im Internationalen Stil errichtet. Er bestand aus dem ca. 70 m hohen Hauptgebäude mit 20 Geschossen (Höhe unsicher), einem rechtwinklig dazu entlang der Kriegsstraße angeordneten, viergeschossigen Langbau und einem westlich vorgelagerten Kasinobau, der zusammen mit dem flachen Eingangsbau einen Vorplatz bildete, unter dem sich eine Tiefgarage befand. Die Gebäude verfügten über vorgehängte Aluminium- und Glasfassaden.
Nachdem das Badenwerk in den 1990er Jahren zur EnBW fusionierte und eine neue Zentrale an der Durlacher Allee bezog, übernahm das Landratsamt die Immobilie für 45 Millionen Mark. Der Komplex war als Kulturdenkmal nach § 2 Denkmalschutzgesetz ausgewiesen.
Da eine Sanierung des Gebäudekomplexes als zu teuer bewertet wurde, wird das Verwaltungsgebäude abgerissen und soll neu errichtet werden. 2023 wurde der Langbau abgerissen, der Abriss des Hochhauses begann 2024. Das Landratsamt plant bis 2028 auf dem Grundstück ein Hochhaus mit 24 Stockwerken und 90 Meter Höhe zu errichten.